# Bauernhaufen
Die Bauernhaufen waren die landschaftlich geprägten Zusammenschlüsse bäuerlicher Gemeinden, vor allem während des Deutschen Bauernkriegs (1524–1526). Sie lehnten sich an die mittelalterliche Wehrverfassung an, waren aber auch geprägt durch die Erfahrungen der Landsknechte, die in ihre Heimat zurückgekehrt waren. Die bruderschaftlich-genossenschaftlich orientierten Haufen gaben sich eine innere Ordnung mit gewähltem Hauptmann und Räten, die ihnen verantwortlich waren. Entgegen der Bezeichnung gehörten ihnen nicht nur Bauern an, sondern auch Geistliche, Handwerker und andere Bürger der Reichsstädte. Erklärtes Ziel war die Erweiterung von Mitspracherecht in den weltlichen und geistlichen Gremien, die Abschaffung der Leibeigenschaft, die Reduzierung der hohen Abgaben an Herren und Klöster sowie die Ausweitung der kommunalen Autonomie. Ideologische Grundlage der meisten Haufen war das aus der Bundschuhbewegung bekannte und mit der Reformation zusammenhängende Konzept des göttlichen Rechts, welches die Auslegung des Evangeliums durch die Obrigkeit radikal in Frage stellte.
Die verschiedenen Haufen nannten sich häufig nach ihrer landschaftlichen bzw. herrschaftlichen Herkunft, wie z. B. Baltringer Haufen, Klettgauer-Haufen, Bodenseehaufen oder Allgäuer Haufen. Bekannte Personen des Bauernkriegs führten zudem eigene Bauernhaufen an, wie Florian Geyers Schwarzer Haufen. Um ihren Forderungen auch militärisch mehr Nachdruck zu verschaffen, schlossen sich der Baltringer Haufen, der Allgäuer Haufen und der Seehaufen zur Christlichen Vereinigung zusammen. Vergleichbare Bewegungen waren zudem in Frankreich bereits während der Jacquerie zu verzeichnen.